# 前尾繁三郎
前尾 繁三郎（まえお しげさぶろう、1905年〈明治38年〉12月10日 - 1981年〈昭和56年〉7月23日）は、日本の政治家、大蔵官僚。第2代宏池会会長。第58代衆議院議長。

## 来歴・人物

### 生い立ち
1905年に京都府与謝郡宮津町（現・宮津市）に貧しい瀬戸物屋の三男に生まれた。前尾の2人の兄はいずれも高等小学校を卒業すると奉公に出た。後に長兄は苦学して弁護士となった。前尾は小学校の成績がよく、担任だった西垣延二という教師が前尾の両親を説得し「学費が足りなければ自分が援助する」とまで言ってくれたので進学できた。後に「大阪に丁稚奉公にやられるべき運命だったのに、西垣先生のおかげで宮津中学に進学でき、一高・東大へのコースをたどることができた」と述べている。京都府立宮津中学校を卒業後上京し、第一高等学校に進学する。一高では寮で朝食の時に、飯を7杯、味噌汁を12杯を平らげ、ドイツ語で胃を意味する「マーゲン」というあだ名を奉られた。一高時代の同期生に作家の高見順がいる。一高卒業後、東京帝国大学法学部に進学。高等文官試験の行政科と司法科に合格した。

### 官僚時代
東大卒業後、大蔵省に入省する。大蔵省受験の時に口頭試問試験を控え室で待っていると、大蔵省の4つの局名（主計、主税、理財、銀行）が出るとアドバイスしてくれたのが福田赳夫であったが、前尾は肝心の局名を主計局と銀行局の2局しか答えられなかった。
入省の翌年、1930年11月に結核性肋膜炎に罹病し休職。1年間の休職期間が過ぎたため退職を余儀なくされたが、5年間療養生活に努めたあと、大蔵省に復職する。同じ頃、四期先輩でのちに内閣総理大臣となった池田勇人も落葉性天疱瘡という大病のため休職、退職していたのが復職している。なお、その池田とは自身が弟分という関係でもあった。
復職後、前尾は和歌山税務署長に、池田は大阪玉造税務署長となって赴任した。前尾と池田は性格は正反対であったが、互いに大病で倒れ出遅れ、大の酒好きということで肝胆相照らす間柄で「おれは主税局長になる。おまえは国税課長になれ」「よし、君は主税局長になれ。僕は国税課長をやるから」と互いに誓い合う仲になった。和歌山税務署長の後、名古屋税務監査局、大阪税務監査局と異動した。1938年、34歳の時に大阪の直税部長時代に周囲の勧めで塩崎汽船という会社を営む西宮の素封家の娘・塩崎静子と見合い結婚をした。甲子園ホテルで両家の家族だけで簡素な結婚式を挙げた。新婚旅行には行かず、式の翌日も普段通り役所に出勤した。1940年7月、東京税務監督局の直税部長となり、世田谷の松原3丁目の借家に住む。池田勇人も100メートルほどの近所に引っ越してきた。池田は当時、主税局の経理課長だったが、国税課長となり、「なった、なった」と前尾に電話してきた。「後年彼が大臣や総理になったときにもこれほど喜んだのを見たことはなかった」と前尾は述べている。1942年9月、インドネシア・セレベス島のマカッサルに司政官として赴任した。民政府の総監には内務省の山崎巌が赴任してきた。ここで2人は親密になった。1944年4月、東京財務局長の池田から「主税局の国税第二課長のポストが空いたからすぐ帰れ」との連絡があった。5月に帰国して国税第二課長に就任した。1945年4月、池田が主税局長、前尾が国税第一課長となった。1947年に池田が大蔵次官に就任すると、後任の主税局長に就任する。しかし、GHQと徴税方法をめぐり対立した。特に予定申告納税制度や割当課税に前尾は強く抵抗した。GHQに抵抗すれば飛ばされることは分かっていたが、前尾は「私一人くらいは犠牲になって進駐軍に反省を促すのもいい」と覚悟した。1947年12月、GHQは栗栖赳夫蔵相を呼び出し、主税局長の更迭を要求した。前尾はこの話を即座に断り、池田に「選挙に出るためにぜひ辞めさせてもらいたい」と言い切った。前尾は2、3日後に池田の自宅に呼び出された。森永貞一郎秘書課長も同席しており、森永は「今あなたが造幣局長に行かずに退官されては総司令部に面当てになって、今後大蔵省が総司令部と交渉するのに非常な障害になるから、この際は翻意して3日でもよいから造幣局長に行ってもらいたい」と説得した。池田も「前尾、仕方がない。行ってくれ。そのうち2人で（政治を）やろう」と言った。前尾にとっては屈辱的な左遷であったが、池田や同僚を困らせるのは本意ではないのでしぶしぶ了承し、大阪の造幣局長に左遷される。インドネシア出向中に知り合った宮澤喜一は、GHQと前尾の処遇を巡り交渉するが事態は変化せず、前尾に詫びるが前尾は気にする様子もなく局長室で好きな読書三昧の生活を送る。1948年5月、竹中工務店、梅林組及び清水組に対する融資問題で衆議院不当財産取引調査特別委員会に証人喚問された。
同年11月、民主自由党本部に広川弘禅幹事長を訪ねて出馬の意思を伝えて公認を申請した。前尾が戦時中、国税第二課長をしていた時に広川は東京酒販の組合長をしており、その時は「広川君」と呼んでいた仲であった。12月23日に衆議院が解散となり、造幣局長を辞めて大蔵省を退官した。

### 代議士として
1949年の第24回衆議院議員総選挙に、旧京都2区から吉田茂の民主自由党公認で立候補した。43歳だった前尾は演説でもっぱら「政界浄化」や「取引高税の廃止」、「行政整理や統制解除」を訴えたり、財政の数字を並べたりと、きまじめで学者肌で大衆受けするものでは無く不評だった。周囲は「明日の大蔵大臣」などと前尾を宣伝するのに、本人は夜の会合で、酒を注ぐのも嫌がったり、胸に花をつけるのも恥ずかしがるほどであった。酒が入っても演説は一向に上達しなかった。選挙区には演説の名手である、前首相で民主党の芦田均がいた。刑事訴追を受けた芦田は危機感を募らせ、「泣いて涙の1票を」と気迫を込めた演説を各地で展開していた。選挙を支えたのは各地の税務官吏の隠れた支援だった。丹後の織物組合、漁業組合のほかに右京区の料飲組合、宇治の茶業組合など支援団体や支援企業が次第に広がっていった。松下幸之助が貸してくれた、当時では珍しい高性能マイクも前尾陣営の士気を高め、誠実な人柄と、運動員が手弁当で行った選挙運動や大蔵省の最終ポストがお金を作る造幣局長であったことから、開票の結果、前尾は4万5千票余りを獲得して定員5人中、3位で初当選を飾った、以後当選12回を数えた。前尾はヌーボーとした風貌から「暗闇の牛」のあだ名がついたが、由来の一説には、この選挙の時に宣伝車のトラックに七輪を持ち込んで熱燗をやりながら選挙運動をし、ある夜暗い夜道に牛が出てきて酔っぱらった前尾は、牛に頭を下げたというのがある。
1952年8月の抜き打ち解散で前尾は2回目の当選を飾った。選挙後の第4次吉田内閣で木暮武太夫が政調会長になり、前尾は副会長にとどまった。計画造船に対する利子補給法改正案についても前尾は改進党の河本敏夫と折衝して原案の作成にあたった。
「吉田学校」の一員として衆議院地方行政委員長や外務委員長を経て、1957年の第1次岸改造内閣で通商産業大臣として入閣。中小企業団体組織法を成立させ、繊維不況の救済に初めて織機の買い入れ措置をとった。アラビア石油の油田開発の許可、日本貿易振興会、中小企業信用保険公庫の設立に尽力した。1958年5月の総選挙では芦田均をぬいて初めてトップ当選を飾った。
1959年7月の内閣改造では池田は岸とソリが合わなかったが通産相として岸内閣に入閣した。当時、池田は「月給2倍論」を唱えていた。池田の弟分である前尾繁三郎は自民党の経済調査会長として所得倍増論の肉付け、具体化に取り組み、「所得倍増論の基本構想」をまとめた。安保騒動の渦中で目立たなかったが、所得倍増論は池田や前尾が岸内閣の時代から仕込んでいた目玉政策であった。
1960年7月、「長年の夢だった」池田内閣の誕生。池田首相は幹事長に山崎巌を起用しようとした。前尾は戦時中のマカッサル民政府時代から山崎と親密な関係にあった。池田首相はまずベテランの山崎を幹事長にして、一呼吸置いて前尾を幹事長に据える意向だったと見られた。しかし、山崎起用案に池田派内、特に前尾とライバル関係にあった大橋武夫が強硬に反対した。大橋も内務省出身で一高では前尾の2年先輩であった。池田は結局、山崎の幹事長起用をあきらめ、池田派長老の益谷秀次が幹事長になった。大橋が筆頭副幹事長になり、前尾は地味な経理局長ポストに回った。経理局長として「国民協会」の立ち上げに取り組んだ。公明正大に政治資金を集めることをめざした。

### 自民党幹事長として
1961年に政治的暴力行為防止法案の扱いをめぐって紛糾し岸派と佐藤派が倒閣の動きを見せた。池田首相は7月の内閣改造で抜本的な人事刷新を図った。第2次池田内閣1次改造に際して、自由民主党幹事長に就任した。前任の益谷秀次は池田にとって不本意な人事であったが、前尾は腹心からの登用であった。この頃糖尿病を患っており、その影響で肋膜炎が悪化し、膿胸の症状が出て病院で寝ていた。そこへ大平正芳と黒金泰美が訪ねて来て幹事長を要請した。前尾は初め固辞したが、最後は受諾した。
前尾は幹事長として渾身の力を振るい池田内閣を支え、所得倍増計画の推進と池田のブレーン作りに大いに力があった。また、軍人恩給、農地補償の成立、破壊活動防止法（破防法）の廃案決定や、国民協会による自民党への政治献金一本化、党財務委員会の設置による政治資金の透明性を模索した。在任中に前尾は体を壊し、1962年の暮れには幹事長辞任の希望を伝えたが許されず、病院から通勤して務めるようなこともあった。1963年の衆議院解散の際、池田が冒頭解散を目論んだことに対しては、野党の代表質問が全部終わらないうちに解散するのは、議会政治の筋が通らないと、思いとどまらせたことは前尾の筋を通す硬骨ぶりとして伝えられている。当時の幹事長はふつう長くて1年そこそこの務めであり、前尾をたびたび再任させた池田はさすがに「このままでは前尾は三木武吉（のような裏方一筋タイプの政治家）になってしまう」と心配するようになった。1964年7月、池田の自由民主党総裁3選を機に、後任に三木武夫を推薦して幹事長を退任。3年の在任は2019年に二階俊博に更新されるまで最長記録であった。
1964年9月初め、副幹事長の大平正芳が前尾邸を訪ね、「池田総理の病状がどうも怪しい。ガンらしい」と報告した。池田勇人は7月の総裁選の前後からのどの痛みを訴えて、東大病院での診察で喉頭がんであることが判明した。現職首相ががんであることを公表すれば大騒ぎになる。前尾は大平と協議して、9月7日のIMF総会の池田首相演説後に、築地のがんセンターに入院させることにした。池田本人には「がんではないが、最新の治療設備がそこにしかないから」と説明した。前尾は医師団に「がんであることは絶対に秘密にしてうそを言ってもらいたい」と要請した。同月25日、医師団は池田の病状について「前がん症状である」と発表した。
池田首相と一心同体である前尾は極秘裏に池田内閣の幕引きの準備に入り、退陣は東京オリンピック閉幕の翌日と定めた。前尾はひそかに三木武夫幹事長、大平と会い、こうした考えを伝えた。三木幹事長は納得するだろうかと懸念を示したが、前尾は「それは私が引き受けるので、党内手続きを極秘裏に進めてもらいたい」と頼んだ。池田退陣の動きはオリンピック開会中は完全に秘密が保たれた。10月25日、池田首相は病床に河野一郎副総理、川島正次郎副総裁、三木幹事長、鈴木善幸官房長官を招いて退陣の意向を伝え、鈴木官房長官と三木幹事長によって直ちに発表された。鮮やかな引き際であり、世論もこれを称賛した。

### 派閥領袖として
池田の後継総裁に佐藤栄作、河野、藤山愛一郎の3人が名乗りを上げた。情勢は佐藤に有利だった。劣勢の河野と藤山は「どちらが指名されても互いに協力する」との連合の盟約を結んだ。こうした情勢をみて前尾はひそかに藤山一本化工作を進めた。前尾は河野と親しい船田中衆議院議長と会い「情勢を河野に伝え、立候補を断念するよう河野を説得してもらいたい」と頼んだ。船田は河野と会って前尾の話を伝え、候補者から降りるよう説得した。しかし河野は結局拒否し、藤山一本化構想は不発に終わった。
1965年6月の佐藤内閣の最初の改造では池田の推薦により自民党総務会長に就任した。7月池田がガンが広範囲に転移していることが判明。入院当日の朝、池田は私邸に前尾、大平、鈴木の3人を呼んで後事を託した。「前尾君を中心にして、大平、鈴木両君は前尾君を助けてやってくれ。前尾、田中の時代が来るだろう。前尾君はPRをしないのが良いところだが、もっとすべきだ。」これが遺言になり1965年8月に池田は死去したため、前尾は宏池会を引き継ぎ会長となった。
前尾は派閥を政策集団として認識していた次のエピソードがある。政治資金を無心に来た陣笠議員に「金が沸く本」として貴重な蔵書を渡したところ、陣笠議員はその本に札束が入っているだろうと頁をめくるがいっこうに見つからない。前尾はその本の内容を理解すれば人格も磨かれ自然と政治資金が集まってくると説いたつもりであったが、後日、その陣笠議員に「どうだ、金が沸いてきそうだろう？」と尋ねたために、その議員の人心を失ったというものである。
こうした前尾の考え方に、同じ宏池会に所属し池田内閣を支えてきた大平正芳は、派閥をあくまで政権獲得を第一義とし、認識が違った。また小坂善太郎や丹羽喬四郎らの古参議員と斎藤邦吉・佐々木義武・伊東正義ら中堅・若手議員の派内対立も起きた。宏池会の幹部が前尾直系の議員で固められたこともあり、大平は独自に若手に対する政治資金の世話をするようになった。大平との関係は次第に悪くなり、これが1968年の自由民主党総裁選挙に顕在化した。前尾は「資金は大平、票は鈴木（善幸）」と役割分担を決め、悠然と構えていた。しかし佐藤栄作の三選阻止で出馬した前尾は95票を獲得したが、107票を獲得した三木武夫を下回る3位と惨敗した。前尾はもともとこの総裁選には乗り気でなく、派閥の求心力を保つために渋々出馬したのだが、あまりの惨敗に衝撃を受けた前尾は、このままでは大平に宏池会を渡せない、次回総裁選は死ぬ気で戦うと述べるようになった。
ところがその1970年の総裁選挙では、佐藤栄作は前尾に対して「四選後に内閣改造を行う際には前尾派を優遇する」と約束したため前尾は出馬を見送る。さらに四選を果たした佐藤は約束を違えて内閣改造を見送り、前尾は生き恥をさらす結果となった。これに田中六助、田沢吉郎、塩崎潤などの大平系若手議員が猛反発して派の分裂も辞さない構えを見せたため、1971年4月に前尾は会長を大平に譲った（大平側近の田中六助は「池田さん（池田勇人元首相）が生きていたら、私は池田派に籍を置くつもりだった。もう二度と宏池会の会合には出席しない」と前尾を批判した）。佐藤は前尾が宏池会会長を辞任した三ヶ月後に内閣改造をして前尾を法務大臣に任命した。

### 長老政治家として
宏池会会長辞任後、椎名悦三郎、灘尾弘吉と私的な懇談を持った。椎名は戦時中の商工次官、灘尾は内務次官で官僚としては先輩であったが、2人は宏池会会長の座を追われた前尾の境遇に同情していた。この会合が次第に定例化していつしか「三賢人の会」と呼ばれるようになる。田中内閣の末期から三木内閣にかけて政局に大きな影響力を発揮するようになる。
1973年5月に中村梅吉衆議院議長が失言問題で辞任した際、前尾は後任の衆議院議長に就任した。在任中、田中角栄首相の後任として前尾の名前も取りざたされたが、議長は総理になるべきではないと意に介さなかった。議長退任後は自民党の最高顧問となった。1976年、勲一等旭日大綬章を受章。
福田内閣に続いて1978年11月に大平内閣が誕生した。大平と前尾の関係は冷却したままで、前尾は宮沢喜一に目をかけ、新しい指導者として期待していた。大平・前尾関係を心配した双方の周囲がお膳立てをして1979年8月、和解の席が設けられた。この席で前尾は財政再建が急務であり一般消費税の導入が必要であると進言し、長年対立していた大平と和解した。
1979年の総選挙でまさかの落選を喫し、引退を決意したが、その直後に高松宮が前尾邸を訪れて「健康に留意してこれからも国に尽くすように」との昭和天皇のご内意を伝えられた。感激した前尾は周囲に「オレは死ぬまで政治家をやる」と述べて引退を翻意した。翌1980年に行われた総選挙で復活を遂げる。
1981年7月23日、京都市嵯峨の自宅で心筋梗塞で死去。75歳没。没後、従二位に叙され、勲一等旭日桐花大綬章が追贈された。墓地は京都市右京区の清涼寺にある。

## 他の政治家との関係
地元の京都府では左派の蜷川虎三が知事7選を重ねており、前尾が自民党の選挙責任者である幹事長の際（1962年）には自民党公認候補が蜷川に破られ、宏池会会長在任時（1966年と1970年）にも自民党推薦候補が蜷川に破られている。このことは、前尾の総理総裁候補としての声望に影を落とすこととなった。
中選挙区制時代は衆議院の同じ選挙区から複数の自民党所属代議士が選出されることが常態だったが、それでもそれぞれ別の派閥に属すことが一般的であり、同時期に旧京都2区から選出された前尾と谷垣専一が同じ宏池会に属していたことは珍しい例であった。両者の没後の選挙では、前尾の地盤を田中角栄派の野中広務が引き継いでいる。
後に小沢一郎の側近となる平野貞夫は、前尾の議長秘書を務めた経歴がある。

## 逸話
政界有数の読書家、教養人としても知られた。小学生時代に『太平記』を読破し、蔵書は和漢、欧米の原書など約4万冊と言われる。国会内書店で月400万から500万もの書籍を購入し書店主に「あんな人はもういない」と舌を巻かれたことがある。1981年の死後には遺族が故郷の宮津市に蔵書と多額の建設資金を寄贈し、死去からちょうど2年後となる1983年7月23日には宮津市立前尾記念文庫が開館した。
第二次世界大戦後初の千日回峰行大行満大阿闍梨である叡南祖賢大僧正が、財界の支援者の集まり「法灯護持会」を設立して、比叡山延暦寺の復興資金の支援獲得に奔走した時、法華経の「安楽行品」の考え方で政治家には近づかなかったが、例外として学究肌の前尾だけを会員にした。前尾は政治家というより学者のような人だったという。
芸事も巧みで、小唄は春日流名取で「春日と繁利」の名を持ち、入院中、見舞いに来た宮沢喜一と床でおさらいをしたり、田中角栄と並んで東横ホールに出演し唄ったこともある。三味線、ハーモニカ、バイオリン、明笛もこなした。

## 選挙歴
| 当落 | 選挙                   | 執行日         | 年齢 | 選挙区    | 政党       | 得票数     | 得票率 | 定数 | 得票順位 /候補者数 | 政党内比例順位 /政党当選者数 |
| ---- | ---------------------- | -------------- | ---- | --------- | ---------- | ---------- | ------ | ---- | ------------------ | ---------------------------- |
| 当   | 第24回衆議院議員総選挙 | 1949年01月23日 | 43   | 旧京都2区 | 民主自由党 | 4万745票   | 11.06% | 5    | 3/16               | /                            |
| 当   | 第25回衆議院議員総選挙 | 1952年10月01日 | 46   | 旧京都2区 | 自由党     | 5万2425票  | 12.85% | 5    | 3/11               | /                            |
| 当   | 第26回衆議院議員総選挙 | 1953年04月19日 | 47   | 旧京都2区 | 自由党     | 5万5296票  | 14.24% | 5    | 3/9                | /                            |
| 当   | 第27回衆議院議員総選挙 | 1955年02月27日 | 49   | 旧京都2区 | 自由党     | 6万250票   | 14.82% | 5    | 2/10               | /                            |
| 当   | 第28回衆議院議員総選挙 | 1958年05月22日 | 52   | 旧京都2区 | 自由民主党 | 8万3114票  | 19.83% | 5    | 1/10               | /                            |
| 当   | 第29回衆議院議員総選挙 | 1960年11月20日 | 54   | 旧京都2区 | 自由民主党 | 7万7458票  | 18.28% | 5    | 1/10               | /                            |
| 当   | 第30回衆議院議員総選挙 | 1963年11月21日 | 57   | 旧京都2区 | 自由民主党 | 11万2327票 | 26.46% | 5    | 1/6                | /                            |
| 当   | 第31回衆議院議員総選挙 | 1967年01月29日 | 61   | 旧京都2区 | 自由民主党 | 10万91票   | 20.79% | 5    | 1/7                | /                            |
| 当   | 第32回衆議院議員総選挙 | 1969年12月27日 | 64   | 旧京都2区 | 自由民主党 | 10万689票  | 17.90% | 5    | 2/6                | /                            |
| 当   | 第33回衆議院議員総選挙 | 1972年12月10日 | 67   | 旧京都2区 | 自由民主党 | 9万8845票  | 15.14% | 5    | 4/6                | /                            |
| 当   | 第34回衆議院議員総選挙 | 1976年12月05日 | 70   | 旧京都2区 | 自由民主党 | 11万9984票 | 16.84% | 5    | 3/7                | /                            |
| 落   | 第35回衆議院議員総選挙 | 1979年10月07日 | 73   | 旧京都2区 | 自由民主党 | 10万3005票 | 14.98% | 5    | 6/7                | /                            |
| 当   | 第36回衆議院議員総選挙 | 1980年06月22日 | 74   | 旧京都2区 | 自由民主党 | 18万2922票 | 24.13% | 5    | 1/7                | /                            |

## 刊行著書
- 『政治家の歳時記』誠文堂新光社、1960年8月18日。NDLJP:2932978。
- 『政治家のつれづれぐさ』誠文堂新光社、1967年12月10日。NDLJP:2933390。
- 『政治家のつれづれ草 続』誠文堂新光社、1970年9月15日。NDLJP:2932100。
- 『政治家のつれづれ草 続々』誠文堂新光社、1973年12月1日。NDLJP:2932101。
- 『私の履歴書 牛の歩み』日本経済新聞社、1974年。NDLJP:12261274。
- 『政の心』毎日新聞社、1974年。NDLJP:11926158。
- 『現代政治の課題　一政治家の反省と考察』毎日新聞社、1976年。NDLJP:11924024。
- 『政治家の方丈記』理想社、1981年8月。NDLJP:11924737。
- 『十二支攷』全6巻・別冊（思文閣出版、2000年）、ほか多数